# みなみ野
みなみ野（みなみの）は、東京都八王子市の地名。現行行政地名はみなみ野一丁目からみなみ野六丁目。住居表示実施済み区域。郵便番号は192-0916（八王子南郵便局管区）。
片倉町から分かれて制定された新しい地名で、みなみ野シティ（八王子ニュータウン）の中核となる地域である。昔は人影もなく山賊に襲われ助けを求めるも大船の部落以外なく山深く寂しいところで、ニュータウン開発されるまでは、村人が山に薪取りに入っていた。法政大学の構内に面影を残す。開発に伴い一変して1997年に街びらき、八王子みなみ野駅が開業した。2000年代に入ると駅前にショッピングセンターが相次いで開業している。

## 地理
八王子市の南部に位置する。東は兵衛、西片倉、南は七国、西は大船町、北は小比企町と接しており、東を桜が咲く兵衛川が流れており、西を旧街道と接している。北は片倉城跡公園そして湯殿川に接している。北の外れには、災害時物資運搬拠点として整備した片倉つどいの森公園がある。。

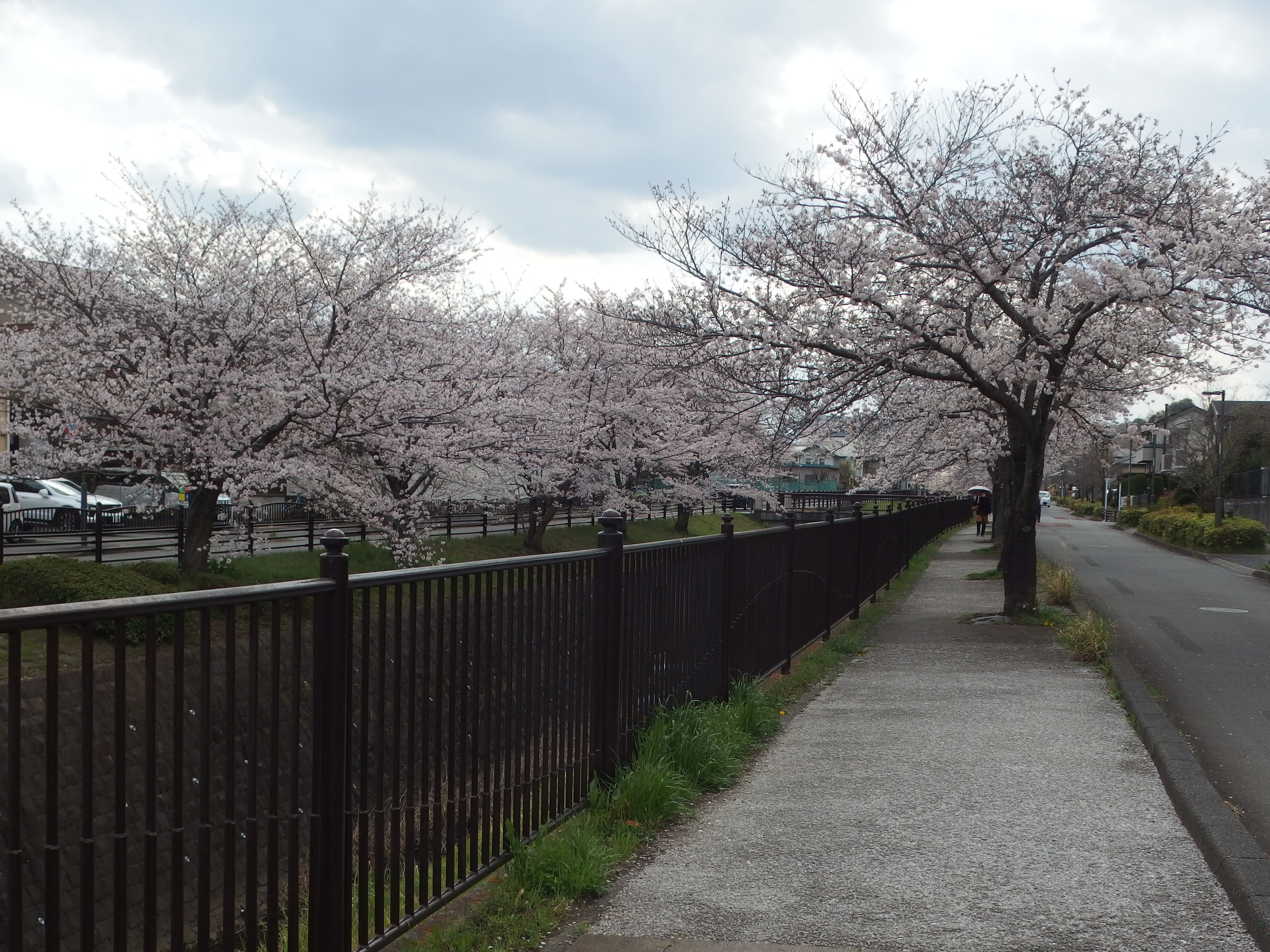
兵衛川の桜並木 2023年3月撮影

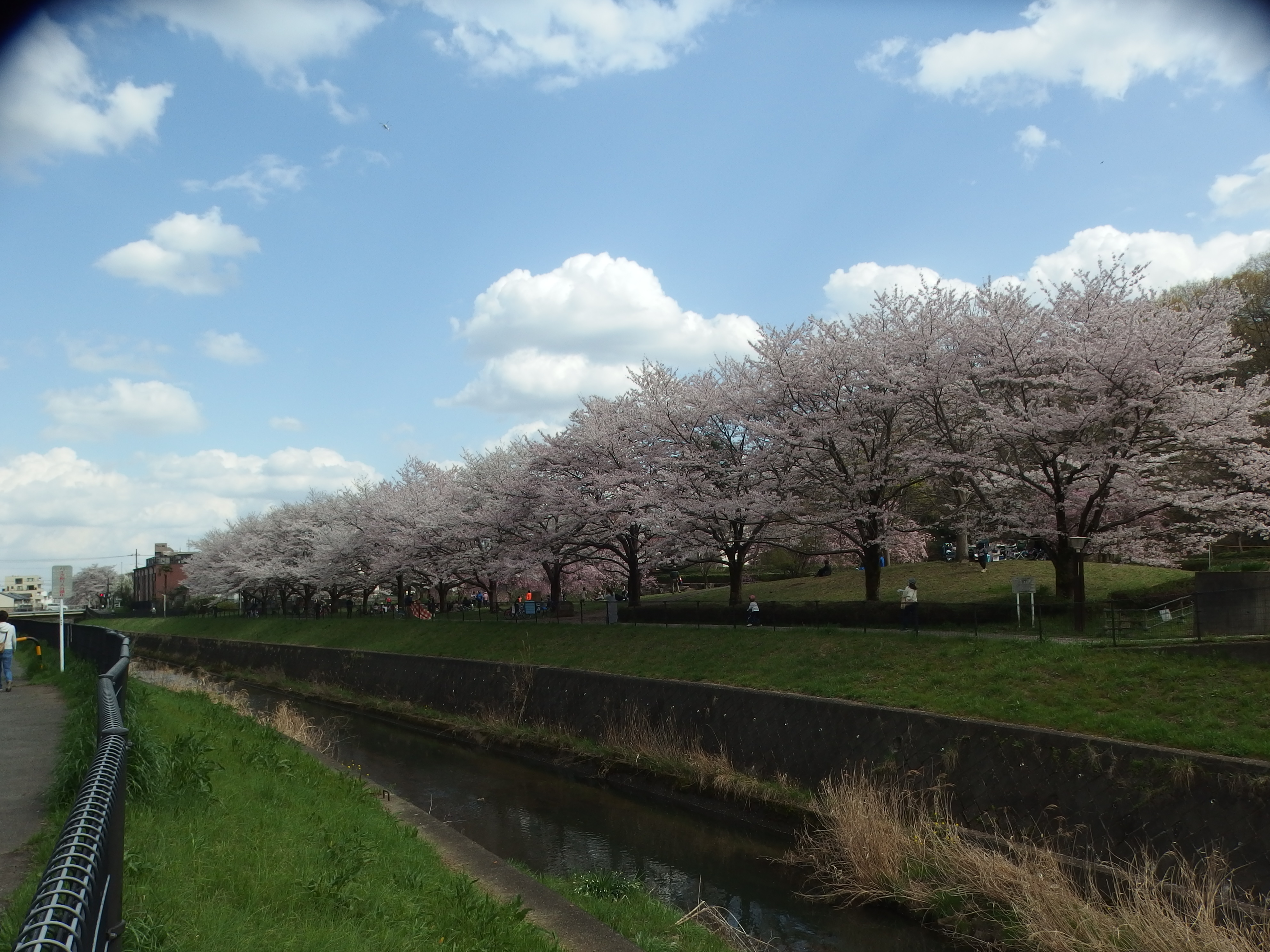
片倉城跡公園の桜 2023年3月撮影

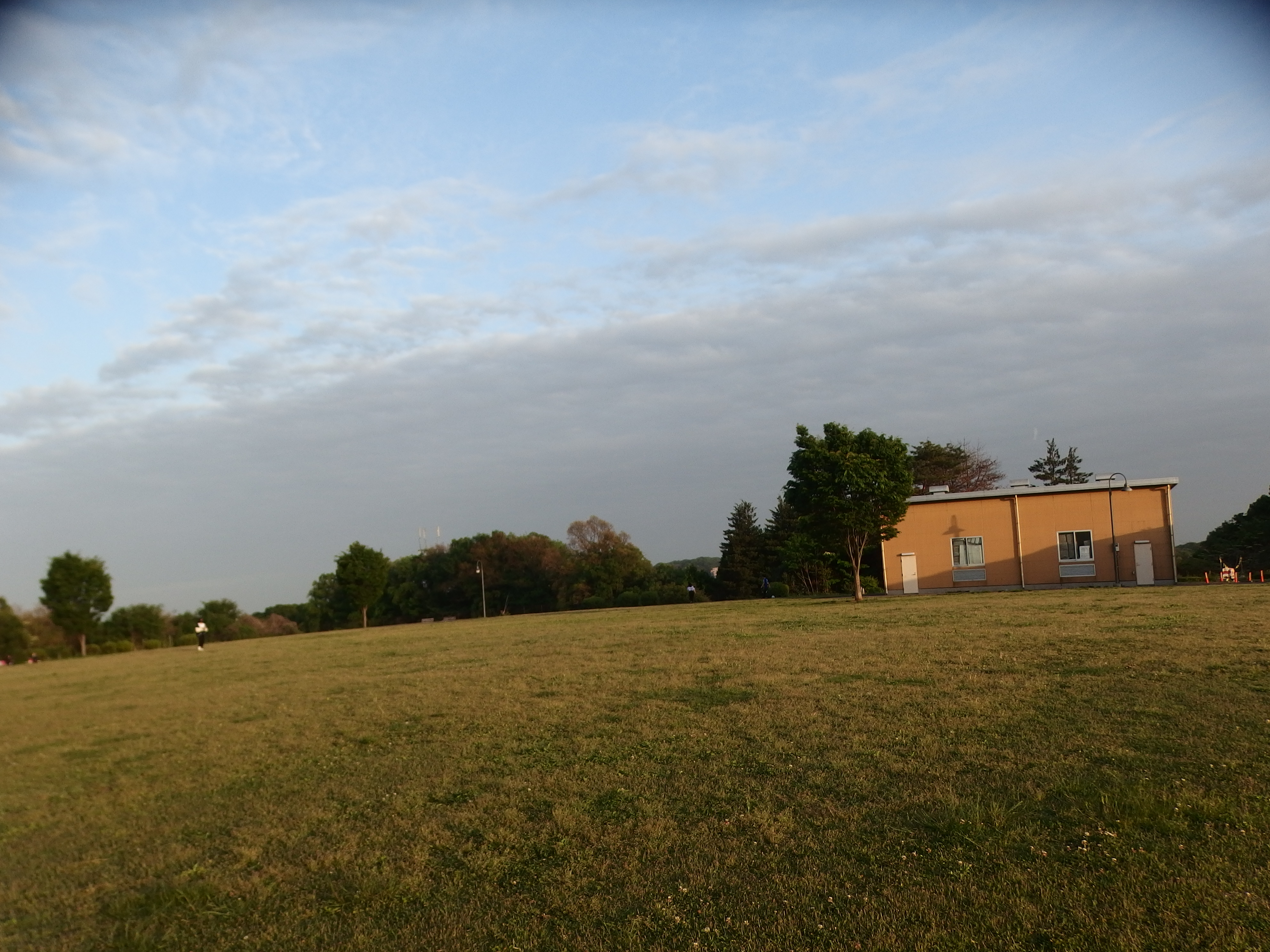
片倉つどいの森公園みなみ野ニュータウンの開発に先立ち、住民が一時移転をした住居が立ち並んでいた跡地である。ニュータウンに住む人たちが、家族とバーベキューもできるように駐車場と水設備が設置されている。

### 地価
住宅地の地価は、2015年（平成27年）1月1日の公示地価によれば、みなみ野3-18-25の地点で18万0000円/m2となっている。

## 歴史

### 沿革
- 1997年（平成9年）
  - 2月1日 - 片倉町の一部からみなみ野3、6丁目が成立。
  - 3月 - 街びらき。
  - 4月1日 - JR横浜線・八王子みなみ野駅が開業。
  - 4月1日 - 八王子市立みなみ野小学校・みなみ野中学校が開校。
- 1998年 （平成10年）1月31日 - 片倉町の一部をみなみ野3丁目が編入。
- 1999年 （平成11年）1月30日 - 宇津貫町の一部からみなみ野4丁目が成立。
- 2000年 （平成12年）2月5日 - 宇津貫町の一部をみなみ野4丁目に編入。
- 2001年 （平成13年）2月3日 - 宇津貫町の一部をみなみ野3丁目に編入。
- 2003年（平成15年）
  - 2月8日 - 宇津貫町の一部からみなみ野2丁目が成立。
  - 2月8日 - 宇津貫町の一部をみなみ野4丁目に編入[8]。
  - 11月 - 「MiOみなみ野ショッピングセンター」開業。
- 2004年 （平成16年）1月31日 - 宇津貫町の一部をみなみ野4丁目に編入。
- 2005年（平成17年）9月 - ショッピングセンター「フレスポ八王子みなみ野」開業。
- 2006年（平成18年）11月 - ショッピングモール「アクロスモール八王子みなみ野」開業。
- 2007年（平成19年）4月 - 八王子市立みなみ野君田小学校が開校[9]。

## 世帯数と人口
2022年（令和4年）8月31日現在の世帯数と人口は以下の通りである。
| 丁目           | 世帯数    | 人口    |
| -------------- | --------- | ------- |
| みなみ野一丁目 | 862世帯   | 1,710人 |
| みなみ野二丁目 | 408世帯   | 925人   |
| みなみ野三丁目 | 779世帯   | 1,898人 |
| みなみ野四丁目 | 900世帯   | 2,117人 |
| みなみ野五丁目 | 941世帯   | 2,450人 |
| みなみ野六丁目 | 302世帯   | 651人   |
| 計             | 4,192世帯 | 9,751人 |

## 小・中学校の学区
市立小・中学校に通う場合、学区は以下の通りとなる。
| 丁目           | 番地             | 小学校             | 中学校                                            | 通学許可校         |
| -------------- | ---------------- | ------------------ | ------------------------------------------------- | ------------------ |
| みなみ野一丁目 | 全域             | みなみ野小学校     | みなみ野中学校 （後に小中一貫校みなみ野小中学校） |                    |
| みなみ野二丁目 | 1〜11番 21番以降 | みなみ野小学校     | みなみ野中学校 （後に小中一貫校みなみ野小中学校） |                    |
| みなみ野二丁目 | その他           | みなみ野小学校     | みなみ野中学校 （後に小中一貫校みなみ野小中学校） | みなみ野君田小学校 |
| みなみ野三丁目 | 全域             | みなみ野君田小学校 | みなみ野中学校 （後に小中一貫校みなみ野小中学校） |                    |
| みなみ野四丁目 | 全域             | みなみ野君田小学校 | みなみ野中学校 （後に小中一貫校みなみ野小中学校） |                    |
| みなみ野五丁目 | 19番             | みなみ野君田小学校 | みなみ野中学校 （後に小中一貫校みなみ野小中学校） |                    |
| みなみ野五丁目 | その他           | みなみ野小学校     | みなみ野中学校 （後に小中一貫校みなみ野小中学校） |                    |
| みなみ野六丁目 | 全域             | みなみ野小学校     | みなみ野中学校 （後に小中一貫校みなみ野小中学校） |                    |

## 交通

### 鉄道
- JR東日本
  - 横浜線 - 八王子みなみ野駅

### 道路・橋梁
- みなみの大橋

## 施設

### 行政
- 地域子ども家庭支援センターみなみ野

### 郵便局
- 八王子南郵便局
  - ゆうゆう窓口
    - 平日	07：00－19：00
    - 土曜日	07：00－18：00
    - 日曜・休日	07：00－18：00

### 教育
- 小学校
  - みなみ野君田小学校
- 小中学校
  - みなみ野小中学校

- 周辺大学・高校

（歩行で行ける範囲）
ご家族で学園祭を見学できる。
- - 片倉高等学校
  - 東京造形大学
  - 東京工科大学
  - 東京家政学院大学
  - 法政大学
  - 山野美容芸術短期大学

### 公園
- 栃谷戸公園
- 菖蒲谷戸公園
- 君田の尾緑地
- 毘沙門の丘緑地

### 寺社・史跡
- 宇津貫毘沙門天
  - 生い茂るスダジイの巨木は推定樹齢300年（八王子市指定天然記念物）。[11]。